# Anne Lister

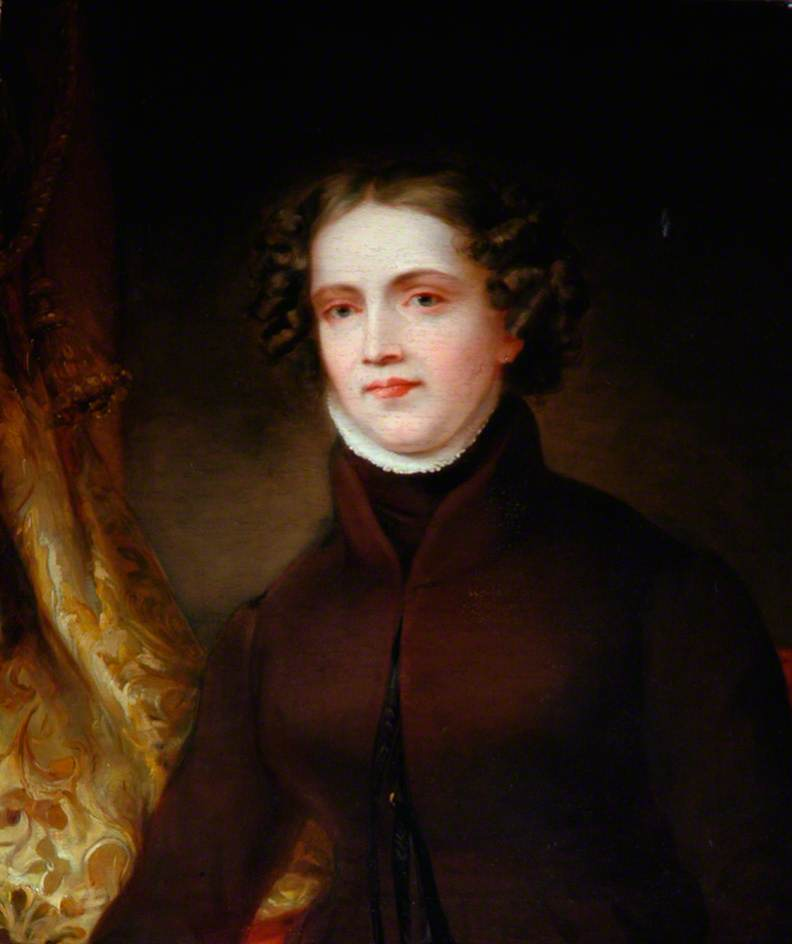
Anne Lister um 1830

Anne Lister (* 3. April 1791; † 22. September 1840) war eine englische Landbesitzerin und Tagebuchschreiberin aus Halifax. Lebenslang führte sie Tagebücher, die tägliche Ereignisse detailliert aufzeichneten, einschließlich ihrer lesbischen Beziehungen, finanziellen Sorgen, industriellen Aktivitäten und ihrer Arbeit zur Entwicklung des Hauses Shibden Hall. Ihre Tagebücher umfassen 7.720 Seiten und über fünf Millionen Wörter. Etwa ein Sechstel davon – unter anderem jene, die die intimen Details ihrer romantischen und sexuellen Beziehungen betreffen – wurden codiert verfasst. Dieser Code war aus einer Kombination von Algebra und Altgriechisch abgeleitet und wurde erst in den 1930er Jahren entschlüsselt. Lister wird wegen ihrer klaren Selbsterkenntnis und ihres offen lesbischen Lebensstils oft als „die erste moderne Lesbe“ bezeichnet. Von einer ihrer Geliebten Fred genannt und von einigen Bewohnern von Halifax Gentleman Jack, litt sie unter Schikanen wegen ihrer Sexualität, erkannte aber ihre Gemeinsamkeiten mit den Ladies of Llangollen, die sie besuchte.

## Leben
Anne Lister war das zweite Kind und die älteste Tochter von Jeremy Lister (1752–1836), der als junger Mann 1775 mit dem britischen 10th Regiment of Foot in den Schlachten von Lexington und Concord im amerikanischen Unabhängigkeitskrieg gedient hatte. Im August 1788 heiratete er Rebecca Battle (1770–1817) aus Welton in East Riding, Yorkshire. Ihr erstes Kind, John, wurde 1789 geboren, starb aber noch im selben Jahr. Anne Lister wurde am 3. April 1791 in Halifax geboren. Im Jahr 1793 zog die Familie auf das Anwesen Skelfler House in Market Weighton. Hier verbrachte die junge Anne ihre ersten Jahre. Ein zweiter Sohn, Samuel, der mit Anne eng verbunden war, wurde 1793 geboren. Die Listers hatten vier Söhne und zwei Töchter, aber nur Anne und ihre jüngere Schwester Marian wurden älter als zwanzig.
Zwischen 1801 und 1805 wurde Lister von Reverend George Skelding, dem Vikar von Market Weighton, zu Hause unterrichtet. Sie entwickelte ein Interesse an klassischer Literatur. In einem Brief an ihre Tante vom 3. Februar 1803 erklärt die junge Lister: „Meine Bibliothek ist mein größtes Vergnügen … Die griechische Geschichte hat mir sehr gefallen.“. Im Alter von sieben Jahren wurde sie auf eine Schule in Agnesgate, Ripon, geschickt, die von Mrs. Hagues und Mrs. Chettle  geleitet wurde. Bei ihren Besuchen bei ihrer Tante Anne und ihrem Onkel James in Shibden Hall wurde sie von den Misses Mellin unterrichtet. 1804 wurde Anne Lister auf die Manor House School in York (in den Gebäuden des King's Manor) geschickt, wo Anne ihre erste Liebe, Eliza Raine (1793–1860), kennenlernte. Eliza und ihre Schwester Jane waren die reichen Töchter eines Chirurgen der East India Company in Madras, die nach seinem Tod nach Yorkshire kamen. Anne und Eliza lernten sich im Alter von 13 Jahren im Internat kennen und teilten sich ein Zimmer, aber Anne wurde nach zwei Jahren gebeten, die Schule zu verlassen. Sie besuchte die Schule erneut, nachdem Eliza diese verlassen hatte. Eliza erwartete, als Erwachsene mit Anne zusammenzuleben, aber Anne begann Affären mit Isabella Norcliffe und Mariana Belcombe, Tagesschülerinnen an der Schule. In ihrer Verzweiflung und Frustration wurde Eliza Patientin im Clifton Asylum, das von Marianas Vater, geleitet wurde, aufgenommen. Eliza Raine wurde später in das Terrace House in Osbaldwick verlegt und starb dort am 31. Januar 1860. Sie ist auf dem Osbaldwick-Kirchhof begraben.

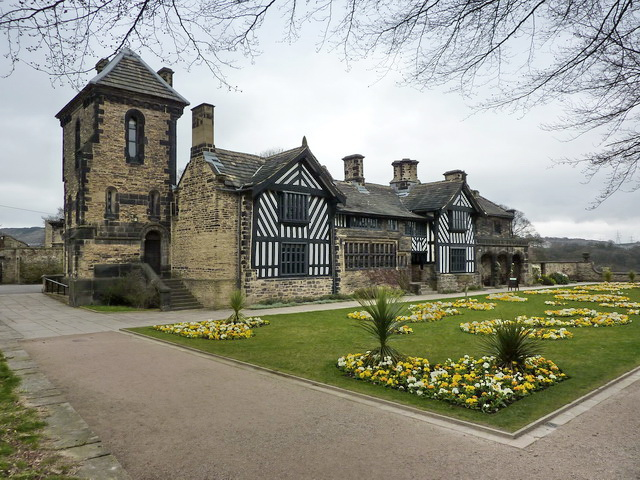
Shibden Hall

Anne Lister hatte Shibden Hall 1826 in Besitz genommen und erbte es nach dem Tod ihrer Tante im Jahr 1836. Sie bezog daraus ein angemessenes Einkommen (zum Teil von Pächtern). Das erlaubte ihr ein gewisses Maß Freiheit, so zu leben, wie sie wollte. Neben den Einkünften aus der landwirtschaftlichen Pacht gehörten zu Listers Finanzportfolio auch Immobilien in der Stadt, Anteile an der Kanal- und Eisenbahnindustrie, am Bergbau und an Steinbrüchen. Mit dem Einkommen aus diesem vielfältigen Portfolio finanzierte Lister ihre beiden Leidenschaften, Shibden Hall und Europareisen.
Listers Erscheinung wird als „maskulin“ beschrieben; eine ihrer Geliebten, Mariana Lawton (geb. Belcombe), schämte sich anfangs, mit ihr in der Öffentlichkeit gesehen zu werden, wegen der Bemerkungen über ihr Aussehen. Sie kleidete sich ganz in Schwarz und nahm an vielen Aktivitäten teil, die nicht als die Norm für Frauen der damaligen Zeit angesehen wurden, wie z. B. die Eröffnung und der Besitz einer Zeche. In manchen Kreisen wurde sie als „Gentleman Jack“ bezeichnet. Lawton und Lister waren mehrere Jahre lang ein Liebespaar; auch nachdem Lawton geheiratet hatte, setzten sie ihre Beziehung fort, mit der Lawtons Ehemann sich schließlich abfand.
Obwohl Lister sie bereits in den 1820er Jahren bei verschiedenen Gelegenheiten kennengelernt hatte, nahm Ann Walker, die 1832 reich geerbt hatte, eine viel bedeutendere Rolle in Listers Leben ein. Schließlich gingen die Frauen am Ostersonntag (30. März) 1834 in der Holy Trinity Church, Goodramgate, York, gemeinsam zur Kommunion und betrachteten sich danach als verheiratet, allerdings ohne rechtliche Anerkennung. Die Kirche wird als „eine Ikone für das, was als Ort der ersten lesbischen Ehe in Großbritannien interpretiert wird“ beschrieben, und das Gebäude ist mit einer blauen Plakette versehen.  Das Paar lebte bis zu Listers Tod im Jahr 1840 gemeinsam in Shibden Hall. Mit Walkers Vermögen wurde Shibden Hall und der zum Anwesen gehörenden Wasserfall und See verbessert. Lister renovierte Shibden Hall ganz erheblich nach ihrem eigenen Entwurf. Im Jahr 1838 fügte sie dem Haupthaus einen Neo-gotischen Turm hinzu, der als Privatbibliothek dienen sollte. Außerdem ließ sie einen Tunnel unter dem Gebäude graben, durch den sich das Personal bewegen konnte, ohne sie zu stören. Zeit ihres Lebens hatte Lister einen starken anglikanischen Glauben und war Anhängerin der Torys, die „die Privilegien des landbesitzenden Adels verteidigten“.

## Reisen

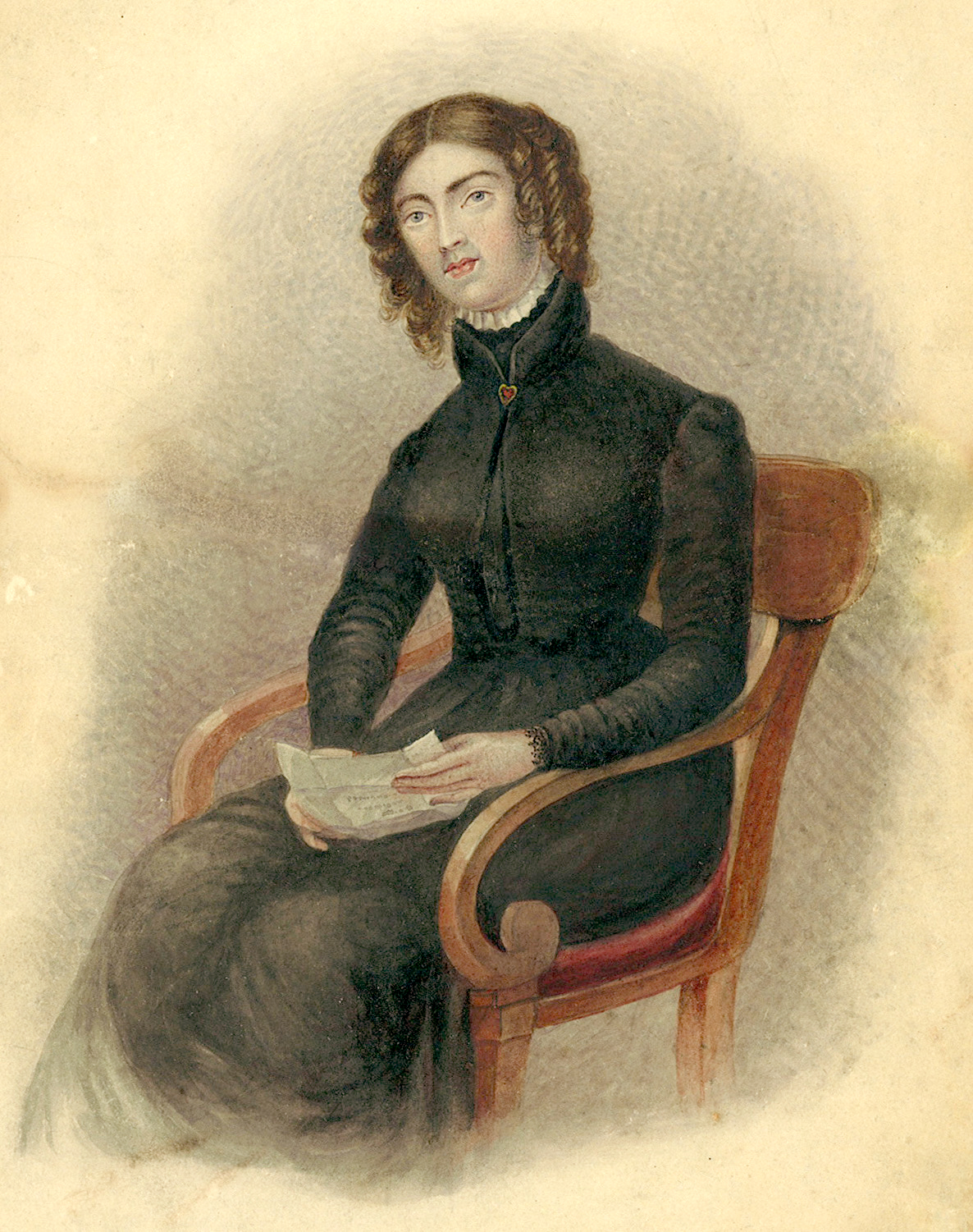
Aquarell-Porträt von Lister, wahrscheinlich von Mrs. Turner aus Halifax, 1822

Lister genoss das Reisen sehr. Ihre Biografin Angela Steidele vermutet, dass ihre Reisen im späteren Leben auch eine Möglichkeit waren, der Selbsterkenntnis zu entgehen, dass sie bei allem, was sie anpackte, versagt hatte. Ihre erste Reise nach Kontinentaleuropa unternahm sie 1819, als sie 28 Jahre alt war. Sie reiste mit ihrer 54-jährigen Tante, die ebenfalls Anne Lister hieß, für zwei Monate nach Frankreich.
Im Jahr 1824 kehrte sie nach Paris zurück und blieb bis zum folgenden Jahr. 1826 war sie wieder mit ihrer Tante Anne in Paris, wo sie eine Affäre mit einer Witwe namens Maria Barlow von ihrem früheren Besuch der Stadt wieder aufnahm. Im Jahr 1827 brach sie von Paris aus mit Maria Barlow und ihrer Tante Anne zu einer Reise nach Norditalien und in die Schweiz auf. Erst 1828 kehrte sie nach Shibden Hall zurück.
1829 reiste sie erneut auf den Kontinent. Von Paris aus besuchte sie Belgien und Deutschland, bevor sie in den Süden zu den Pyrenäen aufbrach. Hier unternahm sie Wanderungen und überquerte auch die Grenze zu Spanien. Dort stellte sie sowohl ihre starke Abenteuerlust als auch ihre beachtliche körperliche Fitness unter Beweis, indem sie den Monte Perdido (3.355 m), den dritthöchsten Gipfel der Pyrenäen, bestieg.
Als sie 1831 nach Shibden Hall zurückkehrte, fand sie das Leben mit ihrem Vater Jeremy und ihrer Schwester Marian so unangenehm, dass sie fast sofort wieder abreiste und mit Mariana Lawton eine kurze Reise in die Niederlande unternahm. Insgesamt verbrachte sie zwischen 1826 und 1832 nur wenige Wochen in Shibden Hall. Durch Reisen durch Großbritannien und Europa konnte sie ihrer Familie aus dem Weg gehen.
1834 besuchte sie erneut Frankreich und die Schweiz, dieses Mal für ihre Hochzeitsreise mit Ann Walker. Als sie 1838 mit Ann zurückkehrte, machte sie sich erneut auf den Weg nach Süden, in die Pyrenäen, und vollendete die erste „offizielle“ Besteigung des Vignemale (3.298 m), des höchsten Gipfels in den französischen Pyrenäen. Dies erforderte eine zehnstündige Wanderung, um den Gipfel zu erreichen, und weitere sieben Stunden, um abzusteigen.
Ihre letzte und größte Reise begann im Jahr 1839. Sie verließen Shibden Hall im Juni mit Ann Walker und zwei Dienern und reisten in ihrer eigenen Kutsche durch Frankreich, Dänemark, Schweden und Russland, wo sie im September in St. Petersburg und im Oktober in Moskau ankamen. Mit der widerwilligen Ann Walker im Schlepptau verließ sie Moskau im Februar 1840 in einer neuen russischen Kutsche und sehr warmer Kleidung. Sie reisten nach Süden, entlang der zugefrorenen Wolga, in den Kaukasus. Nur wenige Westeuropäer hatten diese Gegend besucht, geschweige denn westeuropäische Frauen, zum Teil wegen der Aufstände der lokalen Bevölkerung gegen das zaristische Regime. Zeitweise brauchten sie eine Militär-Eskorte. Die beiden Frauen waren für die Menschen, die sie besuchten, ein Objekt großer Neugier. So notierte Anne in ihrem Tagebuch: „Die Leute kommen und glotzen uns an, als wären wir seltsame Tiere, die sie noch nie gesehen haben.“

## Tod

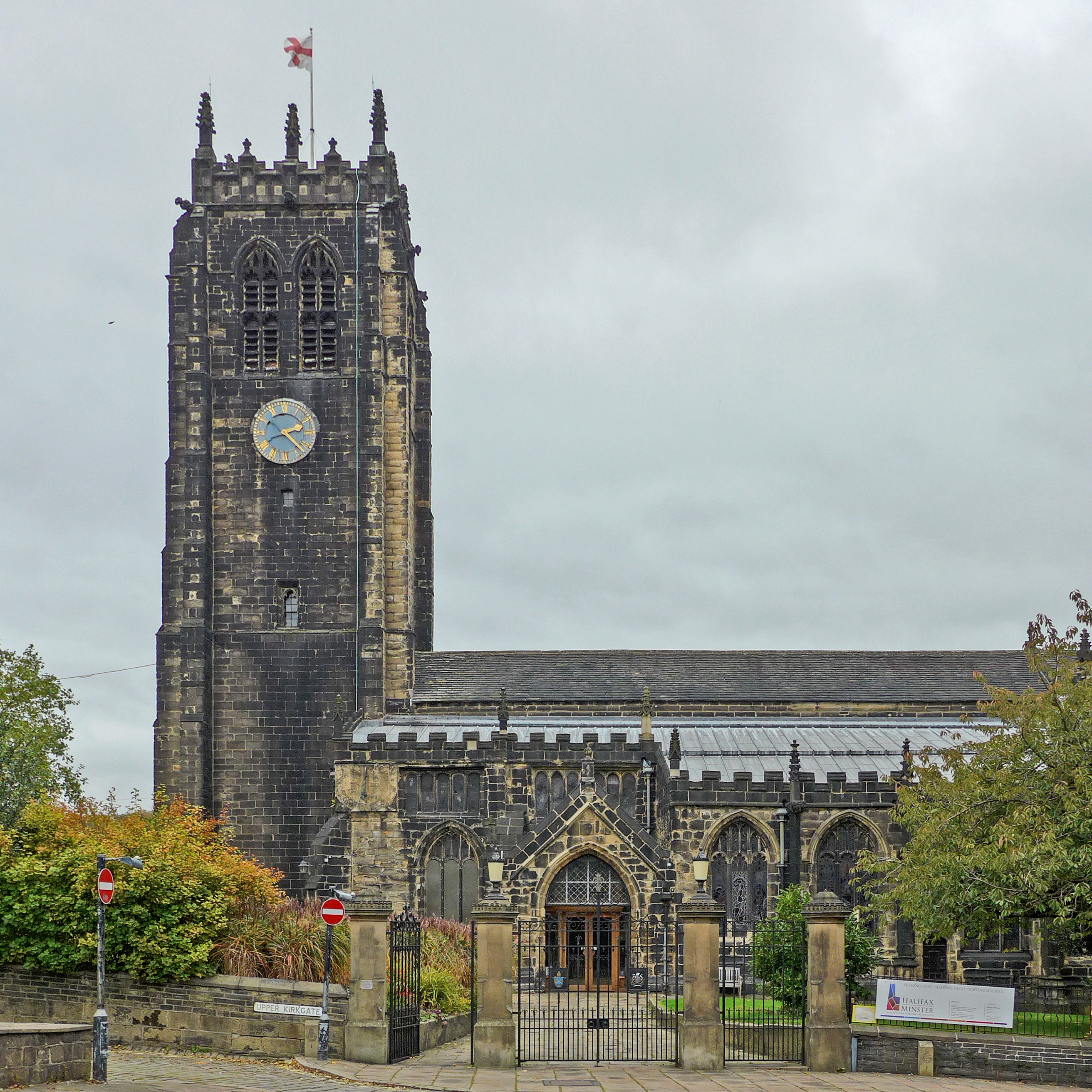
Halifax Minster, wo Anne begraben ist

Lister starb am 22. September 1840 im Alter von 49 Jahren während einer Reise mit Ann Walker in Kutaisi in Georgien an einer fiebrigen Erkrankung. Walker ließ Listers Leiche einbalsamieren und zurück nach Großbritannien bringen, wo sie am 29. April 1841 in der Pfarrkirche in Halifax, West Yorkshire, beigesetzt wurde. Ihr Grabstein wurde 2010 wiederentdeckt, nachdem er 1879 von einer Fußbodenplatte verdeckt worden war.
In ihrem Testament vermachte sie ihren Besitz ihren Cousins väterlicherseits; Walker erhielt einen Anteil auf Lebenszeit. Nachdem Walker für unzurechnungsfähig erklärt worden war, verbrachte sie einige Jahre in der Obhut von Marianna Belcombes Vater und war nicht in der Lage, ein gültiges Testament zu machen. Sie starb 1854 in ihrem Elternhaus, Cliff Hill in Lightcliffe, West Yorkshire.
Mehr als vierzig Jahre nach ihrem Tod stellte die Leeds Times 1882 in einem Bericht über einen Streit um den Besitz von Shibden Hall fest: „Miss Lister's masculine singularities of character are still remembered“.

## Tagebücher
Zeit ihres Lebens führte Lister ein Tagebuch. Es begann 1806 mit Papierfetzen, die in geheimen Code-Paketen von und zu Eliza Raine aufgezeichnet wurden, und wurde schließlich zu den 26 Quarto-Bänden, die mit ihrem Tod 1840 endeten. Abgesehen davon, dass ihre Handschrift schwer zu entziffern ist, ist etwa ein Sechstel des Tagebuchs in einem einfachen Code verschlüsselt, den Eliza und sie sich ausgedacht hatten und der das griechische Alphabet, den Tierkreis, Interpunktion und mathematische Symbole kombiniert. Es beschreibt sehr detailliert ihre lesbische Identität und ihre Affären sowie die Methoden, die sie zur Verführung einsetzte. Die Tagebücher enthalten auch ihre Gedanken über das Wetter, soziale Ereignisse, nationale Ereignisse und ihre geschäftlichen Interessen. Der größte Teil ihres Tagebuchs befasst sich mit ihrem täglichen Leben, nicht nur mit ihrer Sexualität, und liefert detaillierte Informationen über soziale, politische und wirtschaftliche Ereignisse der Zeit.

### Rezeption
Immer wieder wurden die Tagebücher und Korrespondenz aufgespürt und gerieten wieder in Vergessenheit. Die schiere Menge an Material machte es schwierig, es komplett zu erschließen. Neben den Tagebüchern sind dies über 1000 Briefe. Zudem arbeitete Lister viel mit Abkürzungen und Buchstabencodes, was ein schnelles Überfliegen des Textes unmöglich macht. Ein weiterer Grund liegt in der großen Bandbreite der Themen der Tagebücher, die „die für Historiker üblichen Kategorien sprengen“. Die Themen reichen von der Industrialisierung im 19. Jahrhundert und die Macht des Landadels in dieser Zeit, über die detaillierte Beschreibung ihrer Beziehungen zu Frauen sowie die Reisen in Europa. Erst 1984 bekamen die Tagebücher von Lister nationale Aufmerksamkeit, als ein Artikel im Guardian mit dem Titel „The two million word enigma“ (Das Zwei-Millionen-Wort-Rätsel) die Leserinnen und Leser auf die bevorstehende Zweihundertjahrfeier von Anne Lister im Jahr 1991 aufmerksam machte.
Der Code ihrer Tagebücher wurde von dem letzten Bewohner von Shibden Hall, John Lister (1847–1933) und seinem Freund Arthur Burrell entschlüsselt. Burrell riet John Lister, alle Tagebücher zu verbrennen. Lister befolgte diesen Rat nicht, sondern versteckte die Tagebücher weiterhin hinter einer Tafel in Shibden Hall.
Im Jahr 2011 wurden Listers Tagebücher in das Register des UNESCO Memory of the World Programms aufgenommen. Im Registerzitat heißt es, dass die Tagebücher zwar ein wertvolles Zeitzeugnis seien, aber „die umfassende und schmerzhaft ehrliche Darstellung des lesbischen Lebens und die Reflexionen über ihr Wesen haben diese Tagebücher einzigartig gemacht. Sie prägten und prägen weiterhin die Richtung der britischen Gender Studies und Frauengeschichte.“. Listers Tagebücher wurden als Teil einer Trilogie von Tagebüchern aus dem frühen 19. Jahrhundert beschrieben, die denselben Zeitraum aus verschiedenen Perspektiven abdecken, zusammen mit denen von Caroline Wyvill Walker von 1812 bis 1830 und Elizabeth Wadsworth von 1817 bis 1829.
Anne Listers Tagebücher wurden 2011 zudem auf die Liste des Weltdokumentenerbes des Vereinigten Königreichs aufgenommen.

### Forschung
Helena Whitbread veröffentlichte einige der Tagebücher in zwei Bänden (1988 und 1992). Wegen ihrer Bildhaftigkeit wurden sie zunächst von einigen für einen Schwindel gehalten, doch inzwischen ist ihre Authentizität durch Dokumente belegt. Eine Biographie der Wissenschaftlerin Jill Liddington erschien 1994. Im Jahr 2014 fand in Shibden Hall eine Konferenz statt, die sich mit Listers Leben sowie mit Gender und Sexualität im 19. Jahrhundert beschäftigte.
2017 erschien eine deutschsprachige Biografie von Angela Steidele, die 2018 auf Englisch veröffentlicht wurde.
Die Arbeit von Dorothy Thompson und Patricia Hughes in den späten 1980er Jahren am Department of Modern History der Universität Birmingham führte zur Übersetzung eines Großteils des Codes sowie zur Entdeckung der ersten jugendlichen Lister-Tagebücher und zur Entschlüsselung der beiden anderen Lister-Codes. Hughes veröffentlichte im Selbstverlag Anne Lister's Secret Diary for 1817 (2019) und The Early Life of Miss Anne Lister and the Curious Tale of Miss Eliza Raine (2015), die beide ausgiebig Gebrauch von anderen Materialien in den Lister-Archiven machen, darunter Briefe, Tagebücher und Zusatzdokumente.

## Populärkultur
In der ersten Folge der BBC Two Serie A Skirt Through History von 1994 mit dem Titel A Marriage sind Julia Ford als Anne Lister und Sophie Thursfield als Marianna Belcombe zu sehen.
Am 31. Mai 2010 strahlte BBC Two eine Produktion aus, die auf Listers Leben basiert, The Secret Diaries of Miss Anne Lister, mit Maxine Peake als Lister in der Hauptrolle. Revealing Anne Lister, eine Dokumentation mit Sue Perkins, wurde in derselben Nacht auf BBC Two ausgestrahlt.
Das Chamber-Folk-Duo O'Hooley & Tidow nahm ein Lied über Anne Lister, Gentleman Jack, auf ihrem 2012 erschienenes Album The Fragile auf.
Die 2019 von BBC und HBO produzierte historische TV-Dramaserie Gentleman Jack mit Suranne Jones in der Hauptrolle als Lister stellt ihr Leben als „erste moderne Lesbe“ dar. Die Serie wird als „inspiriert von“ zwei Büchern über Lister von Jill Liddington, Female Fortune und Nature's Domain, bezeichnet. Liddington fungierte auch als Beraterin für die Serie. O'Hooley & Tidow's Gentleman Jack dient als primäre Titelmusik der Serie. Penguin Books veröffentlichte einen Begleitband von Anne Choma, der leitenden Beraterin der Serie, der neu transkribierte und entschlüsselte Einträge aus Listers Tagebüchern enthält.

## Ehrungen und Auszeichnungen

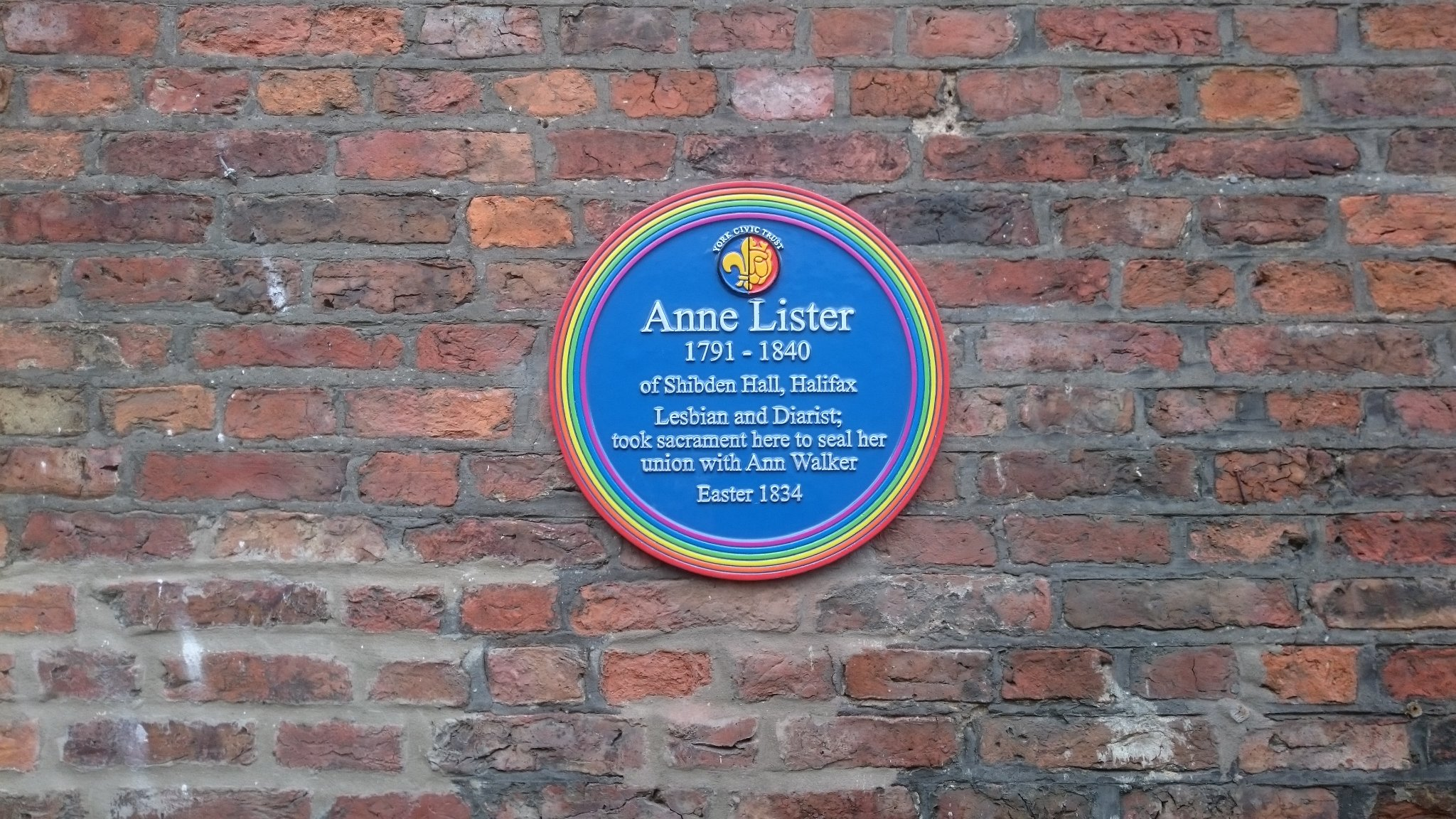
Plakette an der Holy Trinity Church in York

2018 wurde an der Holy Trinity Church in York eine blaue Plakette zu Ehren von Lister enthüllt; es war die erste LGBT-Geschichtstafel in York. Die Tafel hatte einen Regenbogen-Rand. Der Text der Tafel wurde kritisiert, weil er Listers Sexualität nicht erwähnte. 2019 wurde sie durch eine ähnliche Tafel mit der Formulierung „Anne Lister 1791–1840 of Shibden Hall, Halifax / Lesbian and Diarist; took sacrament here to seal her union with Ann Walker / Easter 1834“ ersetzt.